# Sławomir Kłosowski

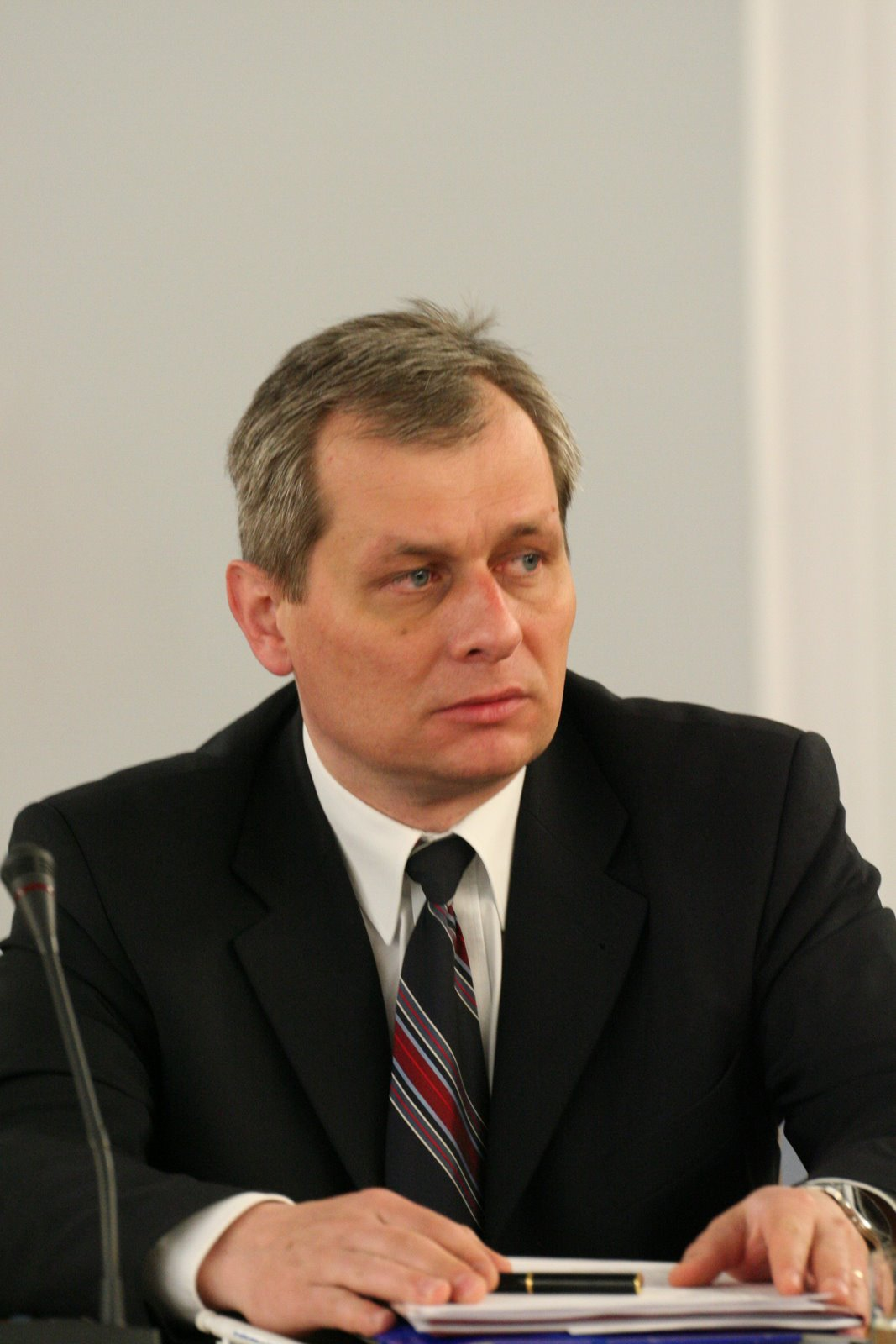
Sławomir Kłosowski (2008)

Sławomir Kłosowski (* 21. Februar 1964 in Wambierzyce) ist ein polnischer Politiker, Kommunalpolitiker und seit 2005 Abgeordneter des Sejm in der V. und VI. Wahlperiode, ehemaliger Staatssekretär im Ministerium für Erziehung in der Regierung Jarosław Kaczyński.
Er arbeitete als Lehrer für Geschichte und Gesellschaftskunde. Während der Regierung Jerzy Buzek war er Kurator für Bildung in Opole. Er saß bis 2005 für einige Jahre im Stadtrat von Opole.
Bei den Parlamentswahlen 2005 wurde er für den Wahlkreis Opole über die Liste der Prawo i Sprawiedliwość (Recht und Gerechtigkeit – PiS) mit 17.894 Stimmen in den Sejm gewählt. Vom 30. Juni 2006 bis zum 15. November 2007 war er Staatssekretär im Ministerium für Erziehung.
Bei den Sejmwahlen 2007 wurde er für die PiS mit 13.357 Stimmen als Abgeordneter bestätigt. Er war stellvertretender Vorsitzender der Sejm-Kommission für Erziehung, Jugend und Wissenschaft. Von 2015 bis 2019 war er Mitglied des Europäischen Parlaments.